# Edward W. Cooch
Edward Webb Cooch Sr. (17 de enero de 1876 - 22 de noviembre de 1964) fue un político estadounidense que se desempeñó como décimo vicegobernador de Delaware desde el 19 de enero de 1937 hasta el 21 de enero de 1941 junto al gobernador Richard C. McMullen .